# Empatia

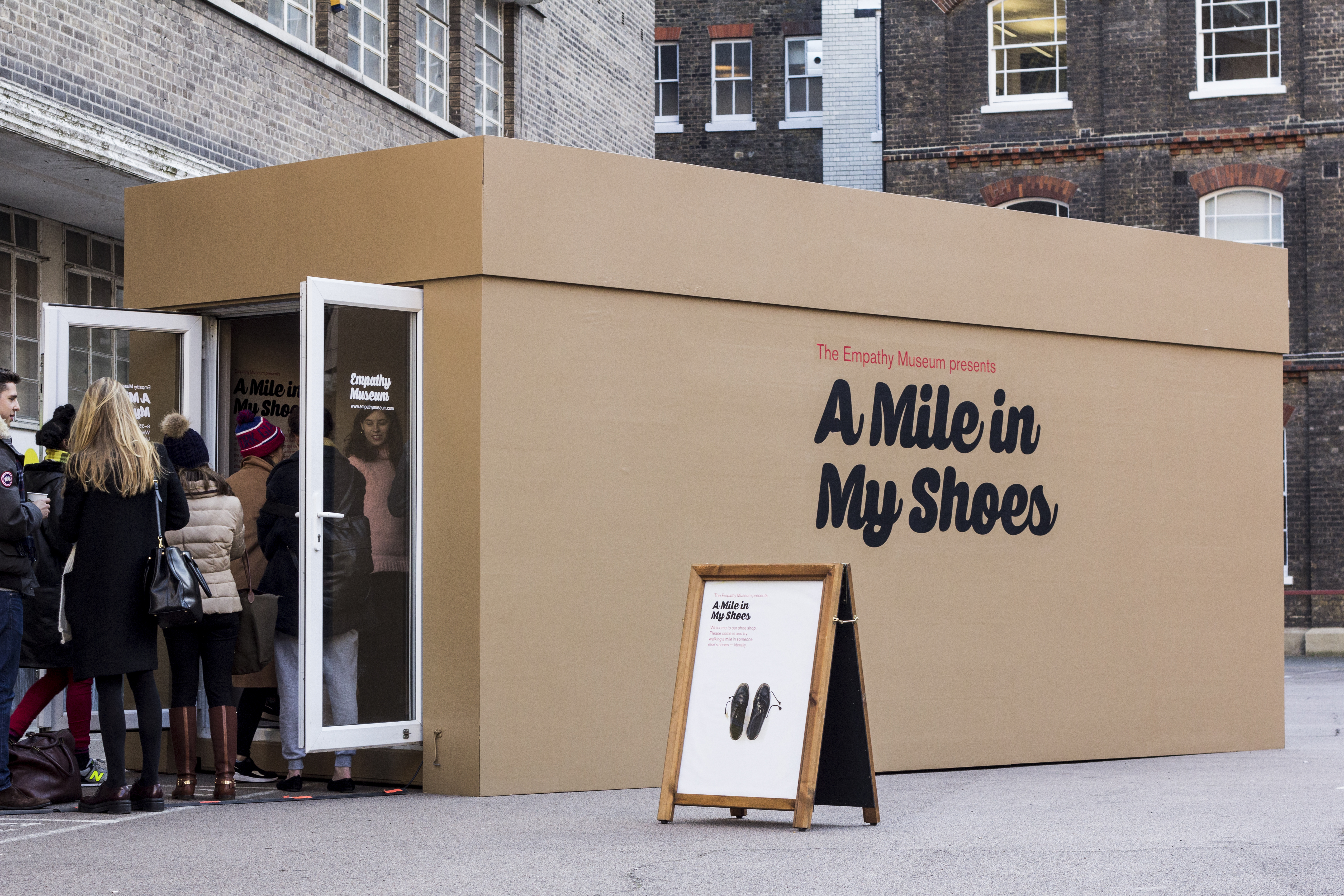
Mòdul al Museu de l'Empatia

L'empatia (del grec antic ἐν, 'dins, a l'interior' i πάθoς, 'patiment', 'el que està succeint') és la participació efectiva i, en general, emotiva, d'una persona en una realitat aliena. Ser empàtics és ser capaços de "llegir" emocionalment les persones, de comprendre'n les emocions i els sentiments. Sembla que sigui un mecanisme adaptatiu (atès que afavoreix l'altruisme i la comunicació). Si bé és una qualitat innata (totes les persones són capaces d'identificar les emocions d'altri i comparar-les amb les pròpies i tothom posseeix aquesta capacitat en un grau concret), pot cultivar-se i augmentar mitjançant l'educació en valors, la meditació o pràctiques com el voluntariat, entre d'altres; és a dir, es pot aprendre a ser empàtic. Les persones empàtiques són capaces d'escoltar els altres i de comprendre els seus motius i preocupacions; tendeixen a ser més obertes i intel·lectualment estimulants i, en conseqüència, resulten més populars i reben més reconeixement social. Una persona empàtica sap reconèixer les necessitats comunicatives i emocionals dels altres i sovint s'anticipa a les seves demandes. Però un excés d'empatia, o el no distanciament respecte al patiment dels altres, pot provocar una depressió, freqüent en professions assistencials (com els assistents socials o les infermeres) i en la docència.
Els educadors han de tenir una gran capacitat empàtica, atès que han d'entendre els seus infants completament. Els mestres empàtics milloren la motivació i les habilitats acadèmiques dels nens, com la lectura, l'escriptura i les habilitats aritmètiques. Un ambient positiu creat pel professor o professora també salvaguarda i augmenta la motivació dels nens i nenes per a l'aprenentatge, d'acord amb un estudi finlandès.
Les persones amb capacitat d'empatia també són capaces d'interaccionar millor amb els animals no humans, de la mateixa manera que sembla que hi ha animals no humans empàtics, com ara els dofins.

## Tipus d'empatia
L'empatia es divideix segons l'àmbit afectat en empatia emocional, cognitiva i física. L'empatia emocional implica reconèixer les emocions i sentiments dels altres i mostrar-se angoixat si aquests pateixen o passen un mal moment. S'activa a partir dels dos anys d'edat. L'empatia cognitiva implica poder entendre l'estat mental d'un altre o la seva perspectiva del món, sortint de la pròpia cosmovisió. Per acabar, l'empatia física, relacionada amb les neurones mirall, suposa experimentar reaccions corporals davant del dolor físic o mental dels altres.

## Història del concepte
El concepte d'empatia va entrar en la història de la filosofia pel seu nom alemany d'Einfühlung, ('sentit des de l'interior', en anglès feelig-into), un terme encunyat el 1873 per Robert Vischer (1848-1933) en la seva tesi doctoral Über das optische Zeitgefühl ("El sentit òptic de la forma, una contribució a l'estètica"). Vischer, fent esment de les investigacions del seu pare, Theodor, i de les tesis de Schopenhauer, no es referia encara al procés d'entendre o de traduir les emocions dels altres, sinó al fet de sentir-nos colpits per formes representatives “mancades de vida pròpia (...) a les quals nosaltres, els espectadors, atorguem tanmateix un contingut ple de sentiment en virtut d'un acte involuntari de transferència de la nostra pròpia emoció". Segons ell, per un efecte de "l'objectivació" del nostre sentiment en el món exterior podem acabar confonent "el nostre propi sentiment amb la natura". En el debat entre formalistes i idealistes en teoria de l'art, usar el concepte d'empatia permetia explicar la manera com l'espectador comprèn i, en certa manera, completa l'obra d'art.
Deu anys més tard (1883), Theodor Lipps (1851-1914), un autor avui oblidat però llegit a bastament per Freud i Husserl, va emprar també el mot "empatia" per a referir-se no sols a les il·lusions òptiques sinó al procés pel qual "un espectador es projecta en els objectes que percep". Per a Lipps, en la situació empàtica simplement l'observador es fusiona (fascinat) amb el seu objecte. Per empatia, simulant mentalment el punt de vista de l'altre, constituïm els lligams intersubjectius. La Einfühlung caracteritza també, per exemple, l'expressió corporal d'un individu en un determinat estat emocional, que desencadena de manera quasi immediata el mateix estat en un observador. W. Dilthey (1833-1911) emprà la paraula Hineinversetzen ('posar-se al lloc de', traduït també per empatia), per a designar la capacitat intel·lectual de transposició a l'hora de comprendre el món. Finalment, l'any 1913, Max Scheler (1874-1928) en Naturalesa i formes de la simpatia analitza la "identificació afectiva" (Mitgefühl), i avisa ja del perill de fer d'aquesta mena de força còsmica una pura projecció del desig humà en la natura. Amb posterioritat a la II Guerra Mundial, l'empatia va entrar com a concepte en l'àmbit de la cultura popular a partir de la psicologia humanista.

## Accions per augmentar l'empatia

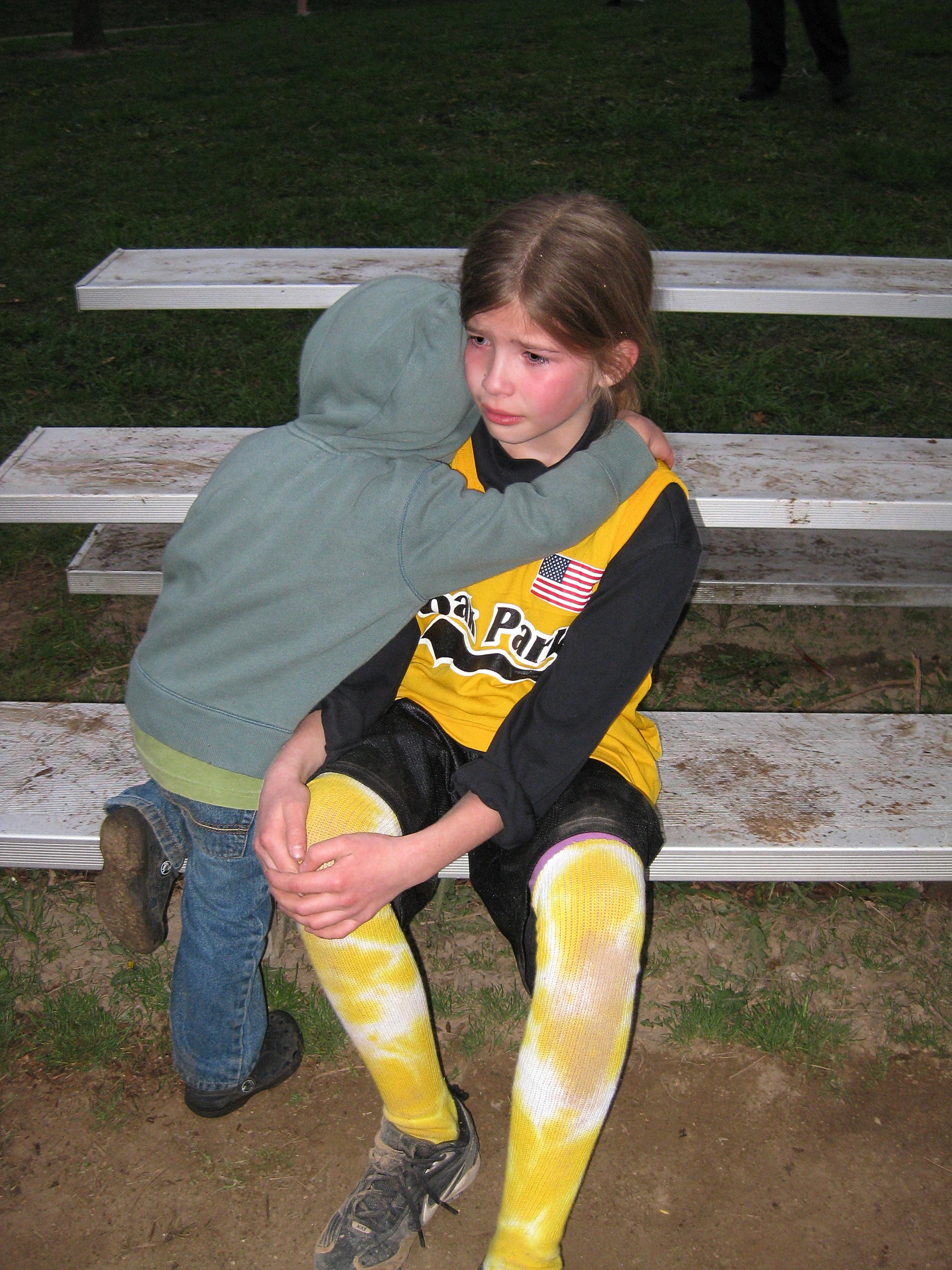
Abraçar algú ferit és un acte d'empatia

Aquelles accions i activitats que augmenten la capacitat d'empatia són:
- Escolta amb interès (comunicació verbal i no verbal).

- Analitzar conjuntament les situacions / aprofundiment.

- Valorar les implicacions personals ("entenc que ha de ser complicat").

- No deixar-se portar per la "síndrome d'Estocolm".

- La lectura d'obres de ficció.[7][8]

## Accions per a reduir l'empatia
Una de les possibles causes de la pèrdua de l'empatia pel dolor i l'empatia positiva és l'ús d'acetaminofèn (conegut com a paracetamol).